# Nordeste da Nigéria (estado)

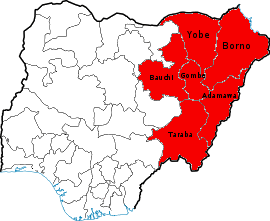
Mapa do norte da Nigéria

O Estado do Nordeste (North-Eastern State) é uma antiga divisão administrativa da Nigéria, cuja capital era  Maiduguri.
Foi criado em  27 de Maio de 1967, a partir do desmembramento de uma parte da Região Norte, e existiu até 3 de Fevereiro de 1976, quando foi dividido em três estados - Bauchi, Borno e Gongola.

## Governadores do Estado do Nordeste
- Musa Usman (28 de Maio 1967 – Julho 1975)
- Muhammadu Buhari (Julho 1975 – Fevereiro 1976)